# یودووونگک (استان لهستان کوچک‌تر)
یودووونگک (به لاتین: Jodłownik) یک روستا در لهستان است که در گمینا یودووونگک واقع شده‌است.